# Kamel Djahmoune
Kamel Djahmoune (ar. كمال جحمون; ur. 16 czerwca 1961 w El Affroun) – algierski piłkarz grający na pozycji napastnika. W swojej karierze rozegrał 5 meczów i strzelił 2 gole w reprezentacji Algierii.

## Kariera klubowa
Swoją karierę piłkarską Djahmoune rozpoczął w klubie NCB El Affroun. Zadebiutował w nim w sezonie 1980/1981. W 1984 roku przeszedł do USM Blida i grał w nim do 1987 roku. W latach 1987–1989 był zawodnikiem MC Algier, a w sezonie 1990/1991 ponownie był zawodnikiem NCB El Affroun. W latach 1991–1994 występował w CR Belcourt, w latach 1994-1997 w Olympique Medea, w sezonie 1997/1998 w IRB Hadjout, a w sezonie 1998/1999 w SC Djil Aïn Defla. W nim też zakończył karierę.

## Kariera reprezentacyjna
W reprezentacji Algierii Djahmoune zadebiutował 14 grudnia 1986 roku w wygranym 2:1 towarzyskim meczu z Wybrzeżem Kości Słoniowej, rozegranym w Algierze. W debiucie strzelił gola. W 1988 roku powołano go do kadry na Puchar Narodów Afryki 1988. Rozegrał na nim trzy mecze: grupowe z Wybrzeżem Kości Słoniowej (1:1) i z Marokiem (0:1) oraz o 3. miejsce z Marokiem (1:1, k. 4:3). Z Algierią zajął 3. miejsce w tym turnieju. Od 1986 do 1988 roku rozegrał w kadrze narodowej 5 meczów i strzelił 2 gole.